# Scanna
Scanna (S-cjana in noneso) è una frazione del comune di Livo in provincia autonoma di Trento.

## Geografia fisica
L'abitato di Scanna si trova sull'altopiano del Mezalón, nella parte settentrionale della Val di Non, delimitato dai torrenti Pescara e Barnes, dove si trovano anche gli abitati di Livo, Varollo e Preghena, tutte frazioni dello stesso comune.

## Monumenti e luoghi d'interesse

### Architetture religiose
- Chiesa dell'Immacolata, i cui primi rinvenimenti architettonici risalgono ai secoli XVI e XVII, ma secondo alcuni studiosi l'erezione del luogo di culto è databile al XII secolo.[2][3]